# New York Film Academy
New York Film Academy é uma escola de cinema norte-americana.

## História
Foi em 1992 que Jerry Sherlock, produtor cinematográfico e teatral, fundou a escola no Tribeca Film Center. 
Em 1994 a escola muda de instalações, passando a ocupar o Tammany Hall, localizado na Union Square.